# Gordon Duncan
Gordon Duncan (Turriff, 14 de mayo de 1964 - 14 de diciembre de 2005) fue uno de los más notables gaiteros escoceses de los últimos años del siglo XX y de principios del siglo XXI junto a Martyn Bennett.

## Biografía
A edad muy temprana, Gordon empezó adentrarse en el mundo de la interpretación de la gaita teniendo como referencia al gaitero Bill Hepburn, su hermano y su padre. Ya a los diecisiete años era un exitoso gaitero júnior y prosiguió su andadura siendo reconocido en el College of Piping de Glasgow. Años más tarde, participó en bandas tan reconocidas como Wolfstone y The Tannahill Weavers.
Como solista, editó su primer disco en 1994 bajo el nombre de Just for Seumas al que le seguiría The circular breath en 1997 y Thunderstruck en 2003, un giro hacia una interpretación de gaita menos convencional.
Su éxito no solo se quedó en la gran aportación a varias bandas o en su interpretación como solista, sino que fue un innovador en el entorno del instrumento ampliando escalas en los punteros escoceses consiguiendo extender las posibilidades del instrumento más allá de la escala mixolidia.
Finalmente, tras años de combatir contra el alcoholismo, fue hallado muerto el 14 de diciembre, en su casa de Edradour, en el centro de Escocia.

## Discografía
- Just for Seumas (1994)
- The Circular Breath (1997)
- Thunderstruck (2003)
- Just For Gordon (2007) (Publicación póstuma)